# Aktor głosowy

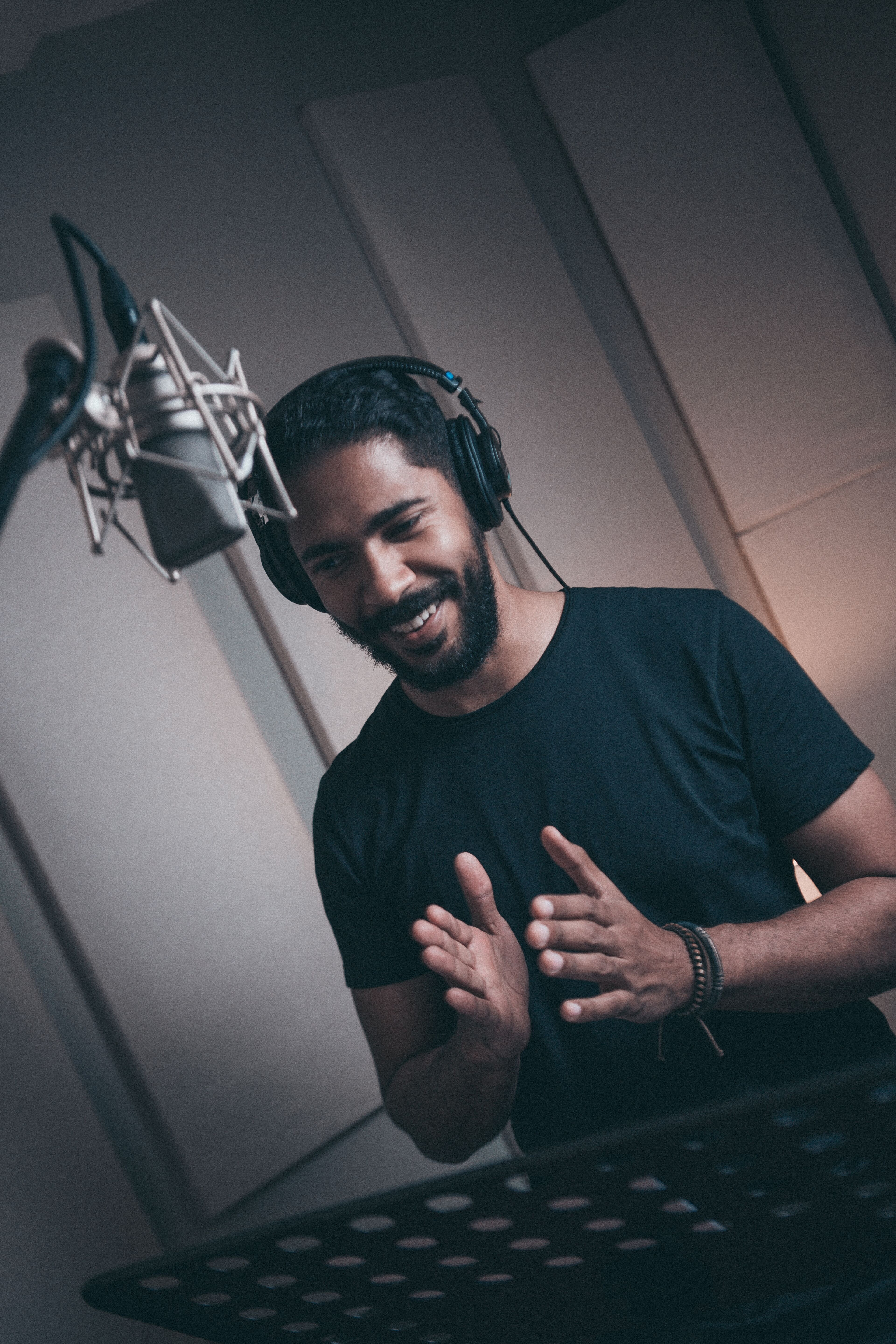
Aktor głosowy w studiu nagraniowym

Aktor głosowy – osoba użyczająca swojego głosu: bohaterom animowanym (w filmach animowanych oraz grach komputerowych), bohaterom słuchowisk oraz bohaterom dubbingowanym.
Czasami błędnie utożsamiany z lektorem (filmowym, radiowym i in.).